# Lucas Vennegoor of Hesselink
Lucas Vennegoor of Hesselink (Oldenzaal, 14 marzo 2006) è un calciatore olandese, attaccante del Twente.

## Biografia
È figlio dell'ex calciatore Jan Vennegoor of Hesselink.

## Carriera

### Club
È cresciuto nel settore giovanile del Twente, con cui ha firmato il primo contratto professionistico il 14 marzo 2024. Ha debuttato in prima squadra il 12 gennaio 2025 nell'incontro di Eredivisie vinto 6-2 contro il Willem II.

### Nazionale
Ha giocato nella nazionale giovanile olandese Under-19.

## Statistiche

### Presenze e reti nei club
Statistiche aggiornate al 20 febbraio 2025.
| Stagione        | Squadra         | Campionato      | Campionato | Campionato | Coppe nazionali | Coppe nazionali | Coppe nazionali | Coppe continentali | Coppe continentali | Coppe continentali | Altre coppe | Altre coppe | Altre coppe | Totale | Totale | Totale |
| Stagione        | Squadra         | Comp            | Pres       | Reti       | Comp            | Pres            | Reti            | Comp               | Pres               | Reti               | Comp        | Pres        | Reti        | Pres   | Reti   |        |
| --------------- | --------------- | --------------- | ---------- | ---------- | --------------- | --------------- | --------------- | ------------------ | ------------------ | ------------------ | ----------- | ----------- | ----------- | ------ | ------ | ------ |
| 2024-2025       | Twente          | ED              | 2          | 0          | CO              | 0               | 0               | UEL                | 0                  | 0                  | -           | -           | -           | 4      | 0      |        |
| Totale carriera | Totale carriera | Totale carriera | 4          | 0          |                 | 0               | 0               |                    | 0                  | 0                  |             | -           | -           | 4      | 0      |        |